# 竜仙峡 (茨木市)
座標: 北緯34度53分43.884秒 東経135度33分41.145秒 / 北緯34.89552333度 東経135.56142917度

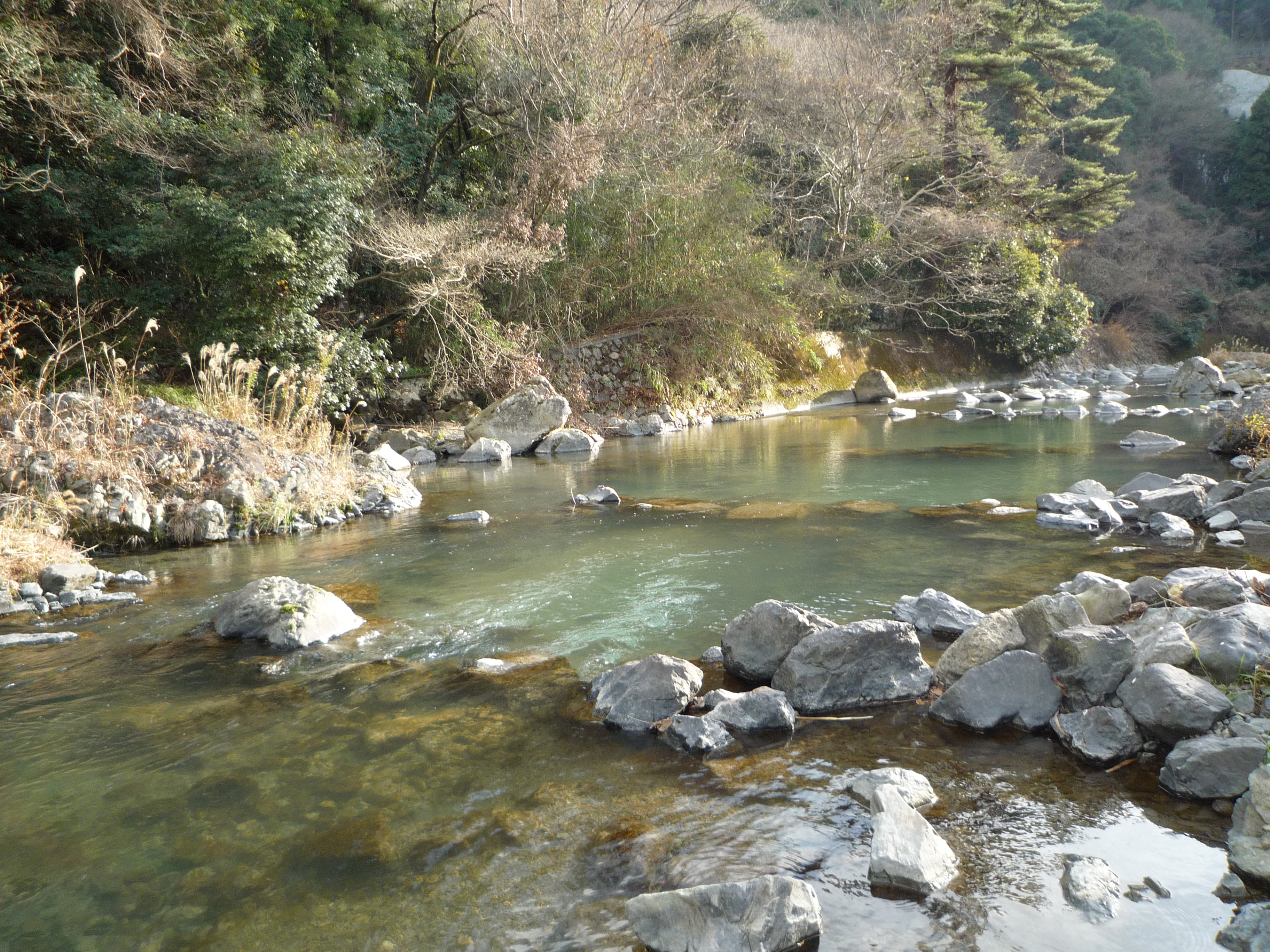
川原から

竜仙峡（りゅうせんきょう）は、大阪府茨木市を流れる安威川上流にある渓谷。

## 概要
- 流れる水のはたらきによって作られた渓谷であり、緑に囲まれ、奇岩奇石が散在している。夏にはイワナなどが放流され、釣り客で賑う。
- 府道46号茨木亀岡線が渓谷に沿って通っていたが、付け替えられた。現在道路は竜仙峡大橋と車作トンネルによって竜仙峡の上空を通っている。旧道は竜仙峡の下流で通行止めになっている。
- トイレと安威川ダム上部に1つしかない駐車場があり、そこから川原までの道が続いている。

## アクセス
- 阪急京都本線 茨木市駅から阪急バス車作行き乗車、車作下車。徒歩約30分。
- 以前は近くに竜仙峡の停留所が存在したが、安威川ダム建設工事による道路付け替えの影響で廃止された。運行末期は、日曜・祝日の2往復のみ運行という観光・釣り客に特化した本数であった。